# 東邦ガス情報システム
東邦ガス情報システム株式会社（とうほうガスじょうほうシステム、英: TOHO GAS Information System Co., Ltd.）は、愛知県名古屋市熱田区に本社を置くシステムインテグレーター（ユーザー系）。

## 概要
1984年、東邦瓦斯の情報システム部門より分離独立して設立された100%子会社である。

## 沿革
- 1984年（昭和59年）2月1日 - 東邦瓦斯の情報システム部門より分離独立し「東邦瓦斯情報システム株式会社」として設立。
- 2003年（平成15年）10月 - ISMS適合性評価制度の認証を取得。
- 2005年（平成17年）4月 - プライバシーマークを取得。
- 2008年（平成20年）1月 - 愛知県ファミリー・フレンドリー企業として登録。

## 関連会社
- 東邦ガスグループ各社